# طه الراوي

أعضاء مجلس الأعيان العراقي لسنة 1933.
الواقفون من اليمين:
عزرا مناحيم دانيال، عبد الله الصافي، فخري آل جميل، قاسم أغا، ياسين الخضيري، أحمد عثمان، مولود مخلص، طه الراوي.
الجالسون من اليمين:
الحاج محمد الأستربادي، علوان الياسري، الحاج حسن الشبوط، سيد محمد الصدر، محمد علي بحر العلوم، نوري الياسري، عداي الجريان.

طه بن صالح الفُضَيْل الرّاوي  (1890 - 19 أكتوبر 1946) أستاذ جامعي وكاتب وشاعر عراقي. ولد في راوة بالأنبار وإليها نسبته. تعلم الحقوق ببغداد وعين مديرًا للمطبوعات، فسكرتيرًا لمجلس الأعيان فأستاذًا في دار المعلمين العالية 1939. له مؤلفات في التاريخ والأدب العربي ويعد من أعلام النهضة العراقية في القرن العشرين ومن شخصيات المؤثرة في جيل من الأدباء والعلماء. كما كان رائدًا ومربيًا لأجيال من المبدعين والمفكرين. وهو والد حارث طه الراوي. توفي في بغداد ودفن بها.

## سيرته
ولد طه بن صالح الفضيل الراوي في بلدة راوة بمحافظة الأنبار سنة 1890م/ 1308 هـ ونشأ بها. أصيب بالجدري بإحدى عيني في العاشرة من عمره. انتقل إلى بغداد حوالي عام 1910 ودرس على علماءها منهم محمود شكري الآلوسي، وسعيد الدوري، ويحيى الوتري وعباس حلمي القصاب. ثم التحق بدار المعلمين التي افتتحت عام 1917 فعين على أثر اجتيازها مديرًا لمدرسة بالمرحلة الابتدائية، ثم مدرسًا في مراحل أعلى، كما انتسب إلى مدرسة الحقوق فتخرج فيها سنة 1925، ثم أصبح أستاذًا للآداب العربية وتاريخ الإسلام في دار المعلمين العالية، كما تولى التدريس في جامعة آل البيت. قد شغل عدة مناصب إدارية فنية، منها: مديرًا للمطبوعات في وزارة الداخلية 1926، سكرتير مجلس الأعيان 1928، ومديرًا عامًا للمعارف 1937.

اختير عضوًا بالمجمع العلمي العربي بدمشق في 1933 وانتخب رئيسًا للجنة التأليف والترجمة والنشر بوزارة المعارف العراقية 1945.

توفي الراوي في يوم 24 ذي القعدة 1365 / 19 أكتوبر 1946 في بغداد ورثاه العديد من أعلام الشعر والأدب.

## شعره
ذكره عبد العزيز البابطين في معجمه وقال عنه «لم يشغل إبداع الشعر بؤرة اهتمامه، ولكنه كان يستجيب له حين تستجد دواعيه الاجتماعية الإخوانية غالبًا، أو السياسية الفكرية أحيانًا، وهو في جملته قليل، وتبدو فيه سماحة قائله وحرصه على مودة إخوانه ومداعبتهم، كما تبدو لماحيته وحضور بديهته، وله إسهام واضح في صنع الأناشيد والأشعار القصصية التربوية الموجهة إلى الناشئة بقصد التعليم والتهذيب.».

## مؤلفاته
- بغداد مدينة السلام
- أبو العلاء فـي بغـداد
- نظـرة فـي النحـوء
- رسـالة الضاد والظاء
- تفسير البقرة
- تاريخ العرب قبل الإسلام
- تاريخ علوم الأدب
- الأخلاق

ومجموعة من الرسائل والمقالات التي نشرت في الجرائد والمجلات.

## وصلات خارجية
- في بوابة الشعراء